# هنري تي لونش
هنري تي لونش (بالإنجليزية: Henry T. Lynch)‏ هو عسكري أمريكي، ولد في 4 يناير 1928 في لورانس في الولايات المتحدة، وتوفي في 2 يونيو 2019 في أوماها في الولايات المتحدة.